# Ilario Carposio

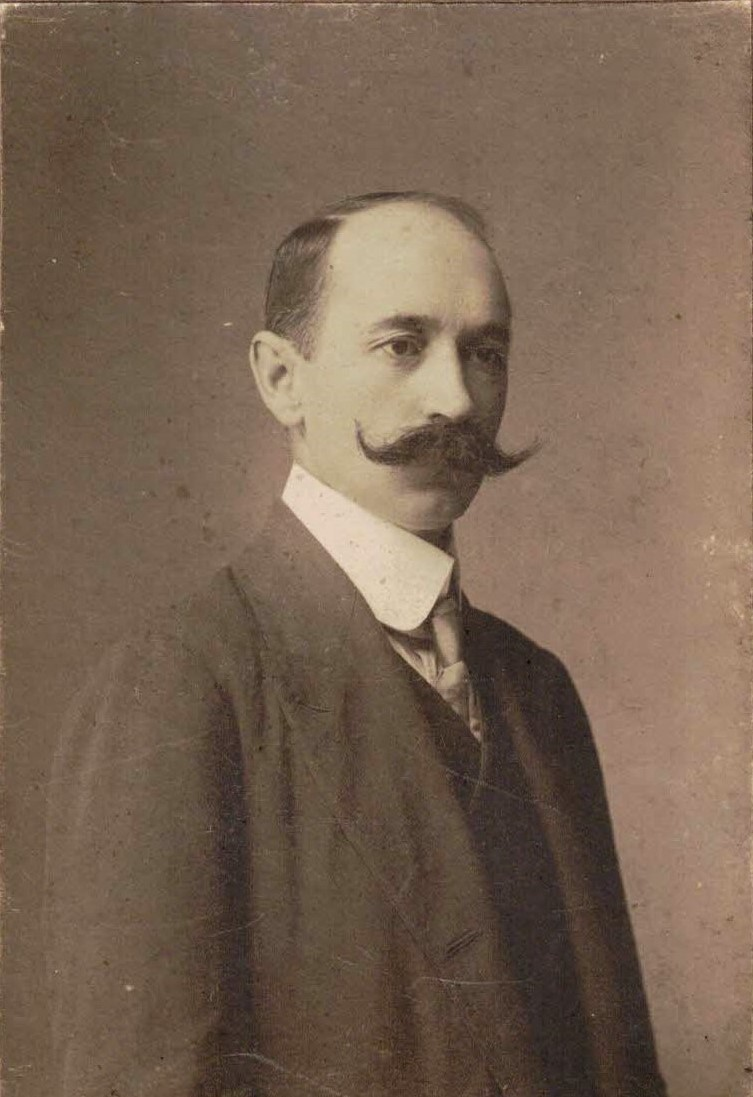
Ilario Carposio in September, 1912

Ilario Castillo (Trento 1852 - Fiume 1921) fue un albañil, ciudadano del Imperio austrohúngaro de idioma materno italiano, muy conocido en la ciudad de Fiume (hoy Rijeka, Croacia). Fue fundador y dueño del Estudio Fotográfico Carposio, abierto en el año 1878 y cerrado definitivamente, mucho después del fallecimiento de Ilario, en 1947.
Ilario Carposio recibió muchos reconocimientos oficiales, en una época en la cual el arte de la fotografía apenas estaba iniciando a difundirse. Se puede mencionar, como ejemplo, su participación a la Exposición Agrícola Industrial Austrohúngara, que se celebró en Trieste en 1882.
El artista tuvo siete hijos, entre ellos Renato (1886-1930) que heredó la actividad de su padre, y Enrico (1887-1980) que fue un apreciado profesor de Matemáticas y Física en Fiume y en Bolonia. 
En la primavera del 2004 se organizaron, gracias al trabajo del coleccionista Miljenko Smokvina, dos exposiciones oficiales de fotos del estudio Carposio, respectivamente en Fiume-Rijeka y en Zagreb.
Gracias a dichas exposiciones, el público pudo despertar su interés por las viejas y nunca olvidadas fotografías de Ilario Carposio.
- Datos: Q1658332
- Multimedia: Ilario Carposio / Q1658332